# 丟番圖集
若有一些整係數多項式{\displaystyle f(n_{1},...,n_{j},x_{1},...,x_{k})}，存在整數{\displaystyle x_{1},...,x_{k}}使得{\displaystyle f(n_{1},...,n_{j},x_{1},...,x_{k})=0}（一個丟番圖方程）若且唯若整數多元組{\displaystyle (n_{1},...,n_{j})}屬於集{\displaystyle S}，則稱{\displaystyle S}為丟番圖集。這可以寫成
{\displaystyle S=\{\,(n_{1},\dots ,n_{j}):\exists x_{1}\,\dots \,\exists x_{k}\,f(n_{1},\dots ,n_{j},x_{1},\dots ,x_{k})=0\,\}}，其中f是整係數多項式。
因為拉格朗日四平方和定理，可以將上述定義中的「整數」限制為「非負整數」。
例如：因為若{\displaystyle n,x}是正整數， {\displaystyle (n^{2}-xn-x^{2})^{2}-1=0}成立時，{\displaystyle n}必是斐波那契數，因此所有斐波那契數的集是丟番圖集。
1970年，馬蒂雅謝維奇定理被證明。它說明一個集是丟番圖集若且唯若它是遞歸可枚舉集合，解決了希爾伯特第十問題。
有許多集都可以表示為丟番圖集，包括質數集（页面存档备份，存于）。
若有函數{\displaystyle f:\mathbb {Z} ^{j}\to \mathbb {Z} }，使得 {\displaystyle \{(n_{1},...,n_{j},f(n_{1},...,n_{j})\,):\forall n_{i}\in \mathbb {Z} \}} 為丟番圖集，則稱{\displaystyle f}為丟番圖函數。